# San Andrés de Sos

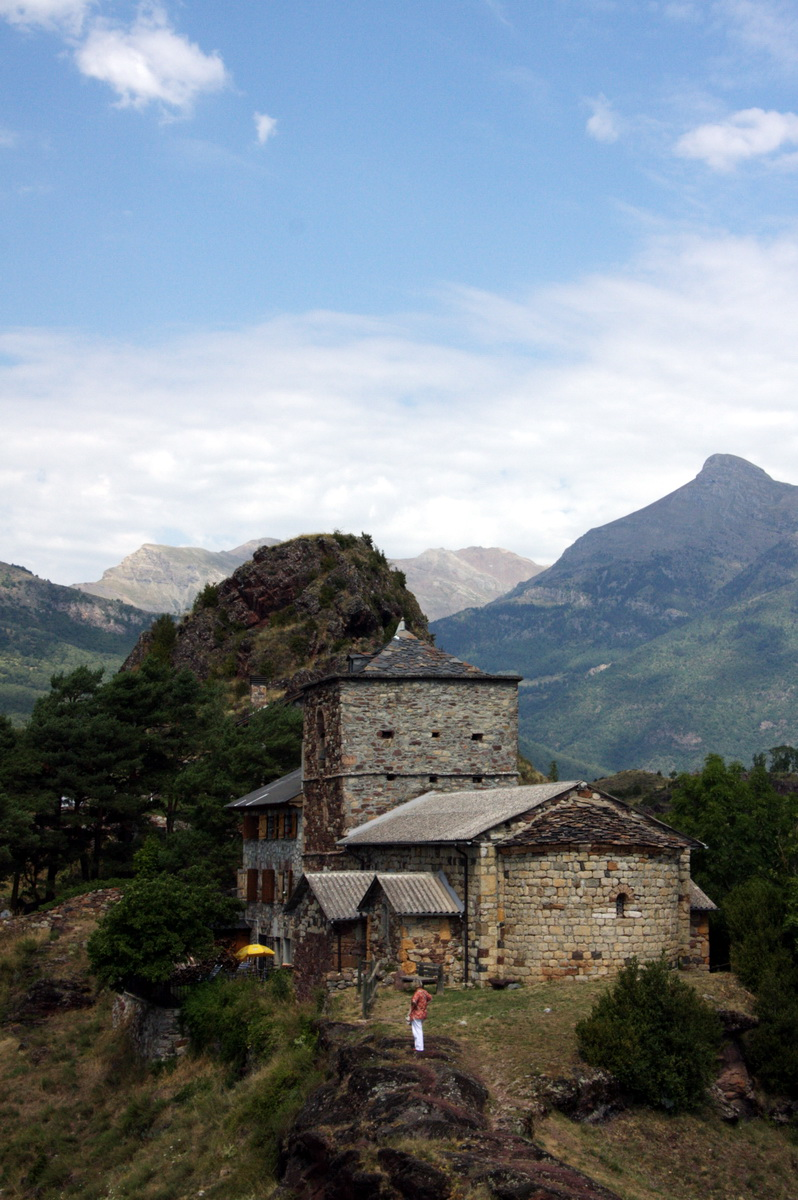
Virgen de Rocamora

Die Pfarrkirche San Andrés de Sos (katalanisch Sant Andreu de Sos) in Sesué, einer Gemeinde in der spanischen Provinz Huesca der Autonomen Region Aragonien, wurde im 12. Jahrhundert errichtet. Die Kirche befindet sich im  Ortsteil Sos.  

## Beschreibung
Die romanische Kirche ist einschiffig und schließt im Osten mit einem halbrunden Chor. Sie ist aus Bruchstein gebaut. Das Portal wurde im 17. Jahrhundert erneuert. An den Längsseiten des Kirchenschiffs sind rechteckige Kapellen angebaut. Der dreistöckige, rechteckige Glockenturm besitzt ein Pyramidendach, das mit Steinplatten gedeckt ist.   